# Vamos, vamos, Argentina

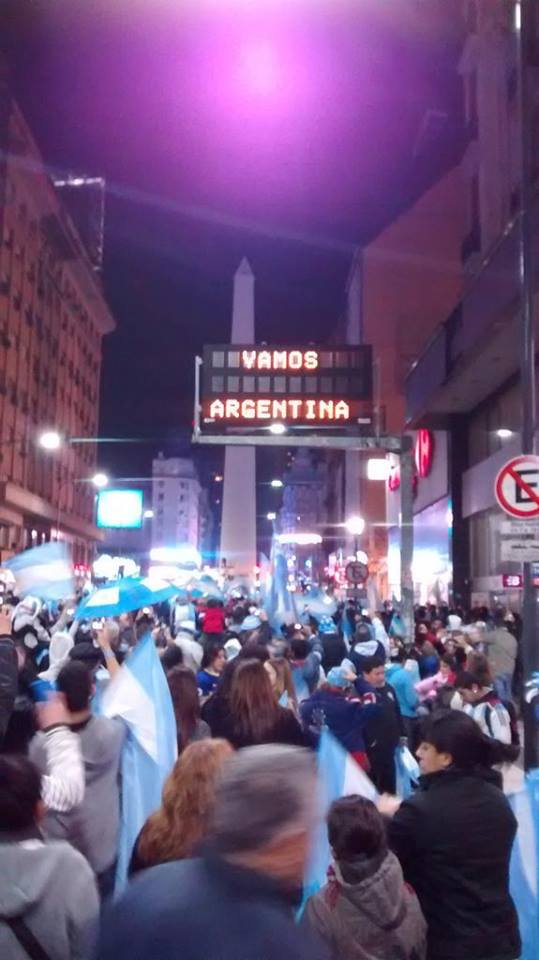
Người hâm mộ Argentina cổ vũ gần Obelisco sau khi đội lọt vào trận chung kết World Cup 2014.

Vamos vamos Argentina (phát âm [ˈbamos ˈbamos aɾxenˈtina], tạm dịch: Tiến lên, tiến lên Argentina) là một câu hát rất phổ biến ở Argentina. Nó được cổ động viên sử dụng trong các sự kiện thể thao, chủ yếu là trong các trận đấu bóng đá của đội tuyển quốc gia và các lễ kỷ niệm liên quan.

## Bối cảnh
Bài hát bắt nguồn từ một chiến dịch chính trị do chính phủ phát động vào năm 1974 với khẩu hiệu "Argentina potencia" ("Sức mạnh của Argentina") và bài hát có tên "Contagiate Mi Alegría" do Fernando Sustaita và Ernesto Olivera viết. Những người hâm mộ các câu lạc bộ bóng đá chẳng hạn như Boca Juniors đã chuyển thể bài hát thành những lời ca bóng đá, và sau đó nó được chuyển thành "Vamos, vamos, Argentina" với lời khác. Bài hát được thu âm cho World Cup 1978 được tổ chức tại Argentina và trở nên rất nổi tiếng.

### Tranh chấp pháp lý
Việc ghi công bài hát đã trở thành một vấn đề rắc rối vì Sustaita và Olivera không được ghi là nhạc sĩ trong các bản thu âm đã phát hành, thay vào đó, trong một số phiên bản, các tác giả được ghi tên là Nemara (Néstor Rama) và Rimasi, ở những phiên bản khác là Rama và Julio Fontana, trong khi Juan Carlos Zaraik Goulu và Néstor Rama đã được đăng ký là tác giả của bài hát. Sustaita và Olivera sau đó khiếu nại về việc đạo nhạc. Một thỏa thuận đã đạt được, theo đó Sustaita được công nhận là nhà soạn nhạc, với Olivera và Zaraik Goulu là người viết lời.
Vấn đề còn phức tạp hơn khi có một bài hát khác do Enrique Núñez và Roque Mellace viết vào năm 1977 có cùng tựa đề là "Vamos, vamos, Argentina". Núñez và Mellace đã yêu cầu tiền bản quyền cho bài hát, mặc dù hai bài này hoàn toàn khác nhau trừ hai dòng đầu tiên (Vamos, vamos Argentina / vamos, vamos a ganar). Vào tháng 8 năm 2007, tòa án dân sự đã gây tranh cãi khi ủng hộ Núñez và Mellace và ra lệnh trả tiền bản quyền cho hai người này.

## Lời
| Bản gốc tiếng Tây Ban Nha                                                                                   | Chuyển tự IPA | Bản dịch tiếng Việt |
| --- | --- | --- |
| Vamos, vamos Argentina, vamos, vamos a ganar, que esta banda quilombera, no te deja, no te deja de alentar. | [ˈbamos ˈbamos aɾxenˈtina] [ˈbamos ˈbamos a ɡaˈnaɾ] [ke ˈesta ˈbara kiˈlom.beˈɾa] [no ˈte ˈde.xa no ˈte ˈde.xa de alenˈtaɾ] | Tiến lên, tiến lên Argentina, Tiến lên, chúng ta sẽ chiến thắng Vì những cổ động viên cuồng nhiệt này Sẽ không ngừng cổ vũ cho các anh. |

Tính từ quilombera được sử dụng trong dòng thứ ba là một thuật ngữ mang tính tục tĩu không đáng kể. Trong ngôn ngữ lóng lunfardo, quilombo có nghĩa là nhà thổ; từ này được người Argentina sử dụng (khi nội dung tục tĩu được chấp nhận) với nghĩa "hỗn loạn" hoặc "lộn xộn". Trong trường hợp này, quilombera được dùng để mô tả việc người hâm mộ bóng đá gây ồn ào và thường ném hoa giấy lộn xộn khi các bàn thắng được ghi. Trên các bản ghi âm, hoặc khi ngôn từ tục tĩu không được chấp nhận, quilombera được thay thế bằng bullanguera ("kịch liệt").
Bài ca này đoàn kết tất cả những người hâm mộ Argentina bất kể họ ủng hộ câu lạc bộ nào. Đây thường là bài hát đầu tiên của những người Argentina xa xứ khi đội tuyển quốc gia đến một đất nước xa lạ. Việc sử dụng đã lan sang các đội bóng rổ và bóng chuyền, nhưng không dùng cho đội bóng bầu dục Los Pumas (thông thường họ sử dụng Yo te daré, te daré una cosa -Tôi sẽ cho bạn/Tôi sẽ cho bạn một thứ-).
Một câu hát phổ biến khác của người hâm mộ Argentina là Es un sentimiento ... no puedo parar (tiếng Việt: Một thứ cảm xúc, tôi không dừng [cổ vũ] được)